# محمد بن فلاح بن هبة الله
محمد بن فلاح بن هبة الله ويعرف أيضا باسم محمد بن فلاح المشعشعي ويلقب نفسه محمد المهدي ولد في سنة 1400 في الواسط  وتوفي سنة 866 هـ في الحويزة)، هو مؤسس دولة المشعشعين العربية ،ينتسب إلى سلالة موسى بن جعفر الكاظم الإمام السابع للشيعة. حصل على التعليم الديني الإسلامي التقليدي في الحلة التي كانت تشتهر بأنها مركز الدراسات الشيعية آنذاك. في تلك الفترة اشتهر كطالب ذوتوجهات إسلامية متطرفة لدرجة البدعة. من ثم قام أستاذه ابن فهد الحلي بتكفيره.
قام بن فلاح في سنة 1436 بنشر آرائه بين القبائل العربية، في محاولة لتشكيل تحالف من تلك القبائل الساكنة في المناطق التي تقع على الحدود الحالية بين العراق وإيران وتمكن من التحالف معهم بزعمه أنه المهدي  حفيد علي بن أبي طالب الذي تعتبره الشيعة هو الوريث الشرعي لمحمد. تشابك هو وأتباعه مع السلطات في سنة 1440 لكن في فبراير 1441 تمكن من فتح مدينة الحويزة التي أصبحت مقر الحركة المشعشعية. استمرت حروبه لمدة 10 سنوات وهو تمكن في هذه الفترة من توطيد سلطته على الحويزة وأطرافها وضفاف نهر الدجلة. الدعاية المذهبية ودعم المسحيين واليهود ساعده بقدر كبير في نجاحاتها بينما كان أعداؤه متشتتون.كتب بن فلاح أسسه العقائدية الجامدة في كتابه كلام المهدي (بالإنجليزية: Kalām al-mahdī) الذي كتبه بأسلوب القران.
بينما كان الزعيم الروحي للمشعشعيين، كان الحاكم العسكري للحركة ایضا. بعد وفاته في 1461 الميلادية خلفه ابنه علي بن محمد بن فلاح المشعشعي رئيسا للحركة.